# المبادرة الخليجية
المبادرة الخليجية : هي مشروع إتفاقية سياسية أعلنتها الدول الأعضاء بمجلس التعاون العربي الخليجي بقيادة المملكة العربية السعودية في 3 أبريل 2011 لتهدئة ثورة الشباب اليمنية ، عن طريق ترتيب نظام نقل السلطة في اليمن. والتي انتهت بانتخابات رئاسية جديدة في فبراير 2012.

## خلفية

### محاولات الوساطة 2011
في أبريل، حاول مجلس التعاون الخليجي التوسط في الثورة الشبابية 2011 ، وصياغة مقترحات عديدة لانتقال السلطة. بحلول نهاية الشهر، أشار صالح انه سيقبل الخطة وسيغادر السلطة بعد شهر من توقيع الاتفاقية التي نصت على تشكيل حكومة وحدة وطنية في الفترة التي تسبق الانتخابات. على الرغم من رفض المتظاهرين للصفقة، منتقدين الأحكام التي تمنح الحصانة لصالح من الملاحقة القضائية والتي تطلب من المعارضة للانضمام مع صالح ووزرائه في حكومة وحدة وطنية، واتفق زعماء المعارضة في نهاية المطاف للتوقيع على المبادرة. بحلول نهاية الشهر، على الرغم من تراجع صالح وأعلنت الحكومة انه لن يوقع على الاتفاقية، وعلقت المبادرة من مجلس التعاون حتى وقت آخر .
في أوائل شهر مايو، أشار مسؤولون ان صالح سوف يوقع على الاتفاق، والمعارضة اتفقت على التوقيع كذلك إذا وقع صالح شخصيا بصفته رئيسا للبلاد. ومع ذلك، صالح مرة أخرى قال ان الاتفاق لا يتطلب توقيعه، وعلقت احزاب المعارضة متهمة صالح بسوء النية. و تصاعدت الاحتجاجات واعمال العنف في البلاد بعد تراجع صالح الثاني عن التوقيع .
في أواخر مايو، تلقى زعماء المعارضة ضمانات بأن صالح سيوقع على الخطة، ووقعت المعارضة على صفقة وكان من المقرر أن الرئيس يوفع كذلك. لكن صالح مرة أخرى قرر عدم التوقيع، وفي 22 مايو حاصر أنصار صالح مبنى سفارة الإمارات العربية المتحدة في صنعاء، والدبلوماسيين الدوليين (بما في ذلك الأمين العام للأمم المتحدة) وأرسلت الحكومة طائرة هليكوبتر لنقلهم إلى القصر الرئاسي .
في 23 نوفمبر 2011، جرى في الرياض في المملكة العربية السعودية التوقيع على الخطة للانتقال السياسي، الذي كان قد رفضه صالح سابقا. وأخيراً وافق على نقل سلطات الرئاسة قانونا إلى نائبه عبد ربه منصور هادي في غضون 30 يوما، وتقام الانتخابات رسميا في 21 فبراير 2012 ، مقابل منح صالح الحصانة من الملاحقة القضائية له ولأسرته.

### الإنتخابات ونهاية حُكم علي عبدالله صالح رسمياً
في 21 فبراير 2012، وافق مجلس النواب اليمني منح قانون الحصانة . ورشح نائب الرئيس هادي كمرشح وحيد للانتخابات الرئاسية المقبلة. غادر صالح اليمن في اليوم التالي لتلقي العلاج الطبي في الولايات المتحدة 
عقدت الانتخابات 21 فبراير 2012. شارك فيها 65 % من الناخبين، وفاز هادي بنسبة 99.8% ، أدى اليمين الدستورية في 25 فبراير 2012 ، وانتهى حكم صالح عن السلطة رسمياً، الذي حكم البلاد لمدة 33 سنه .

## المبادرة الخليجية المعدلة
تضمنت الأتي:
- أولا: منذ اليوم الأول للاتفاق يكلف رئيس الجمهورية المعارضة بتشكيل حكومة وفاق وطني بنسبة 50 في المائة لكل طرف على أن تشكل الحكومة خلال مدة لا تزيد عن سبعة أيام من تاريخ التكليف.
- ثانيا: تبدأ الحكومة المشكلة على توفير الأجواء المناسبة لتحقيق الوفاق الوطني وإزالة عناصر التوتر سياسيا وأمنيا.
- ثالثا: في اليوم التاسع والعشرين من بداية الاتفاق يقر مجلس النواب، بما فيه المعارضة القوانين التي تمنح الحصانة ضد الملاحقة القانونية والقضائية للرئيس ومن عملوا معه خلال فترة حكمه.
- رابعا: في اليوم الثلاثين من بداية الاتفاق، وبعد قرار مجلس النواب بما فيهم المعارضة، لقانون الضمانات يقدم رئيس الجمهورية استقالته إلى مجلس النواب ويصبح نائب الرئيس هو الرئيس الشرعي بالإنابة بعد مصادقة مجلس النواب على الاستقالة.
- خامسا: يدعو الرئيس بالإنابة إلى انتخابات رئاسية في غضون 60 يوما بموجب الدستور.
- سادسا: يشكل الرئيس الجديد لجنة دستورية للإشراف على إعداد دستور جديد.
- سابعا: في أعقاب اكتمال الدستور الجديد يتم عرضه على استفتاء شعبي.
- ثامنا: في حالة إجازة الدستور في الاستفتاء يتم وضع جدول زمني لانتخابات برلمانية جديدة بموجب أحكام الدستور الجديد.
- تاسعا: في أعقاب الانتخابات، يطلب الرئيس من رئيس الحزب الفائز بأكبر عدد من الأصوات تشكيل الحكومة.
- عاشرا: تكون دول مجلس التعاون والولايات المتحدة الأمريكية والإتحاد الأوروبي شهودا على تنفيذ هذا الاتفاق.
- حادي عشر: حرر هذا الاتفاق من أربع نسخ أصلية باللغة العربية ويسري من تاريخ استكمال كافة التواقيع عليه.

### الموقعون على المبادرة
المؤتمر الشعبي العام وحلفاؤه:
1. رئيس المؤتمر الشعبي العام ــ علي عبد الله صالح.
2. نائب رئيس المؤتمر الشعبي العام الدكتور عبد الكريم الإرياني.
3. الأمين القطري لحزب البعث العربي الاشتراكي القومي الدكتور قاسم سلام.
4. أمين عام حزب الجبهة الوطنية ناصر النصيري.
5. الأمين العام للاتحاد الديمقراطي للقوى الشعبية محمد محمد القاز.
6. الأمين العام للحزب الناصري الديمقراطي شائف عزي.
7. الأمين العام لحزب جبهة التحرير الدكتور صالح محمد العزيبي.
8. الأمين العام لحزب الشعب الديمقراطي صلاح الصيادي.
9. الأمين العام لحزب الوحدة الشعبية رضوان الحوباني.
10. الأمين العام للحزب القومي الاجتماعي عبد العزيز البكري.
11. الأمين العام لحزب الخضر اليمني عبد الولي البحر.
12. الأمين العام لحزب البعث الاشتراكي عبد الله أحمد الكبسي.
13. رئيس حزب اتحاد القوى الشعبية اليمنية أحمد عبد الرحمن جحاف.
14. الأمين العام لحزب الرابطة اليمنية محمد عوض البترة.
15. رئيس الجمهورية اليمنية علي عبد الله صالح.

اللقاء المشترك وشركاؤه:
1. رئيس اللجنة التحضيرية للحوار الوطني محمد باسندوة.
2. رئيس المجلس الأعلى للقاء المشترك الدكتور ياسين سعيد نعمان.
3. أمين عام اللجنة التحضيرية للحوار الوطني الشيخ حميد الأحمر.
4. أمين عام التجمع اليمني للإصلاح عبد الوهاب الأنسي.
5. أمين عام حزب الحق حسن زيد.
6. أمين عام التنظيم الوحدوي الشعبي الناصري سلطان العتواني.
7. أمين عام اتحاد القوى الشعبية الدكتور محمد عبد الملك المتوكل.
8. أمين سر اللجنة المركزية لحزب البعث عبد الحافظ ثابت نعمان.
9. أمين عام التجمع الوحدوي اليمني الدكتور عبد الله عوبل.
10. أمين عام مجلس التضامن الوطني الشيخ محمد حسن دماج.
11. رئيس كتلة المستقلين الأحرار عبده محمد بشر.

## الآلية التنفيذية للمبادرة الخليجية
الآلية التنفيذية للمبادرة الخليجية هي عبارة عن خطوات تفصيلية مزمنة تتعلق بكيفية تنفيذ المبادرة اتفق عليها المؤتمر الشعبي العام وحلفاؤه واللقاء المشترك وشركاؤه وقد كان الاتفاق على الآلية برعاية مبعوث الأمين العام للأمم المتحدة جمال بن عمر.

### اللجنة العسكرية
دعت آلية التنفيذ إلى تشكيل لجنة شؤون عسكرية لتحقيق الأمن والاستقرار، برئاسة هادي، وتعمل اللجنة على:
1. إنهاء الانقسام في القوات المسلحة ومعالجة أسبابه.
2. إنهاء جميع النزاعات المسلحة.
3. عودة القوات المسلحة وغيرها من التشكيلات العسكرية إلى معسكراتها وإنهاء المظاهر المسلحة في العاصمة صنعاء وغيرها من المدن، وإخلاء العاصمة وباقي المدن من المليشيات والمجموعات المسلحة وغير النظامية.
4. إزالة حواجز الطرق ونقاط التفتيش والتحصينات المستحدثة في كافة المحافظات.
5. إعادة تأهيل من لا تنطبق عليهم شروط الخدمة في القوات المسلحة والأجهزة الأمنية.
6. أية إجراءات أخرى من شأنها أن تمنع حدوث مواجهة مسلحة في اليمن.[8]

## خطوات الفترة الانتقالية
تضمنت المبادرة وآليتها التنفيذية أربعة خطوات للفترة الانتقالية وهي:
- المرحلة التحضيرية لمؤتمر الحوار الوطني الشامل، والتي تهدف إلى تمكين كل المجموعات المعنية من المشاركة في اتخاذ القرارات الهامة التي تحدد شكل عملية الحوار الوطني.
- عقد مؤتمر الحوار الوطني الشامل الذي تتمكن فيه كل قطاعات المجتمع اليمنى من المساهمة في وضع رؤية جديدة لمستقبل البلاد؛
- صياغة الدستور بواسطة اللجنة الدستورية من أجل تنفيذ قرارات مؤتمر الحوار الوطني الشامل وما يلي ذلك من مشاورات عامة حول مشروع الدستور واستفتاء شعبي ينتهي باعتماد الدستور الجديد.
- التحضير لإجراء انتخابات عامة في نهاية العملية الانتقالية، بما في ذلك إنشاء لجنة جديدة للانتخابات وإعداد سجل إنتخابى جديد واعتماد قانون جديد للانتخابات وإجراؤها وفقاً للدستور الجديد.